# Kościół św. Katarzyny w Toruniu
Kościół św. Katarzyny w Toruniu (garnizonowy) – zabytkowa świątynia katolicka w jurysdykcji parafii wojskowej w Toruniu.

## Historia i architektura

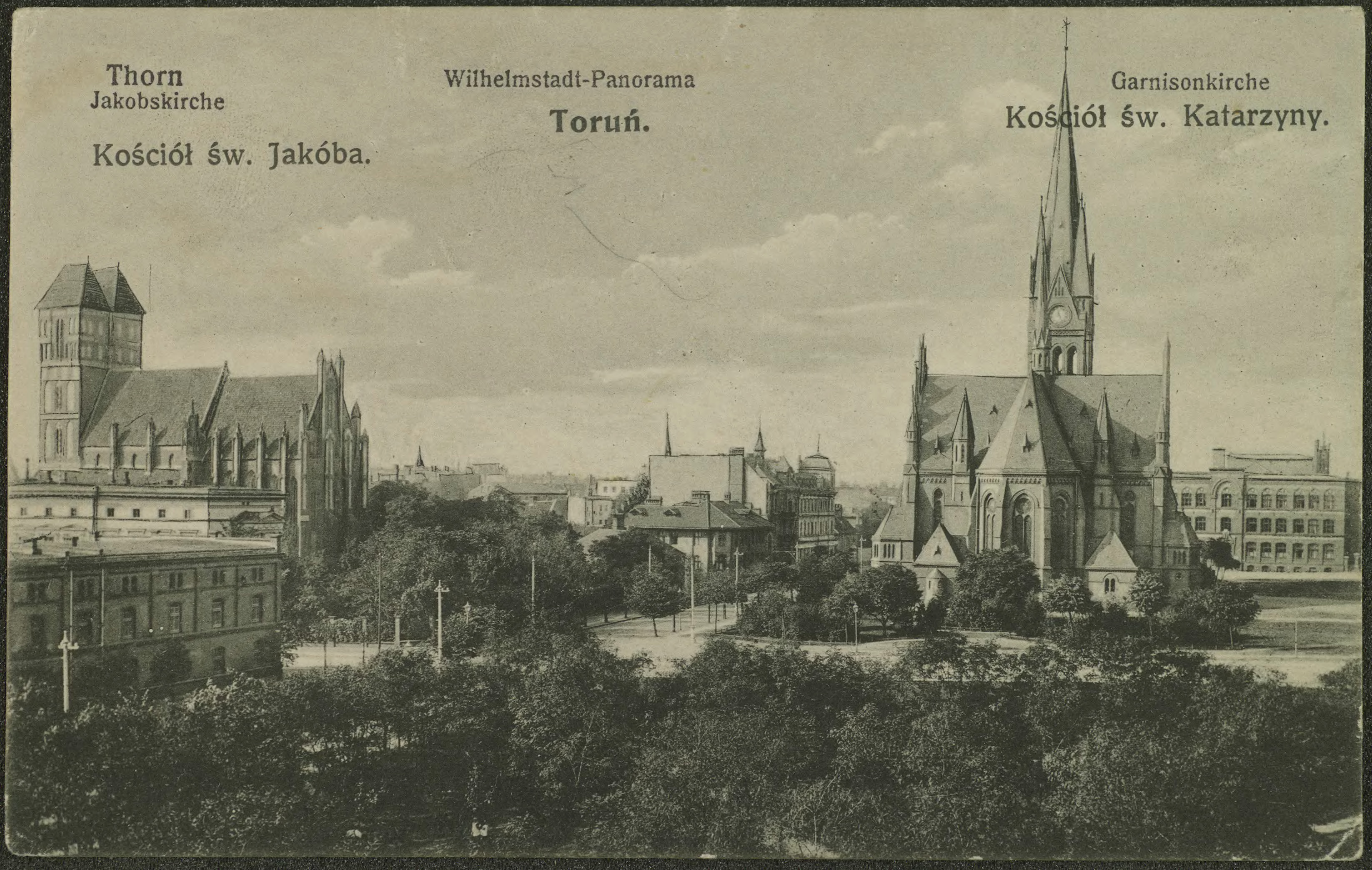
Pocztówka z ok. 1914 roku, przedstawiająca kościół św. Katarzyny

Kościół swoją tradycją nawiązuje do wcześniejszego kościoła św. Katarzyny (właściwie kaplicy), znajdującego się u wylotu ulicy wiodącej od Rynku Nowomiejskiego w kierunku wschodnim. Został on zbudowany ok. 1360 roku. Była to najmniej okazała świątynia w Toruniu. Podlegał on kościołowi św. Trójcy. Przy kościele znajdował się cmentarz. Kościół rozebrano na zlecenie władz pruskich w 1814 roku.
Budowę obecnego kościoła rozpoczęto w 1894 roku. Zezwolenie wydano 20 czerwca 1894 roku. Pierwotnie służył on protestanckim żołnierzom. Do czasu oddania świątyni do użytku żołnierze wyznania protestanckiego modlili się w zborze ewangelickim na Starym Rynku. Uroczyste poświęcenie kościoła miało miejsce 21 grudnia 1897 roku. Na wydarzeniu był obecny cesarz Wilhelm II Hohenzollern. Kościół zaprojektowano w pracowni nadradcy budowlanego Schönhalsa. Kościół garnizonowy postawiono w miejscu, gdzie mieściła się kaplica św. Katarzyny, rozebrana w 1814 roku.
Projekt zakładał budowę jednonawowej świątyni. Miała ona być zamknięta pięciobocznym prezbiterium. Na planie znalazła się zakrystia i sala, gdzie miano przygotowywać dzieci do konfirmacji. W świątyni miało mieścić się 1600 miejsc siedzących. Ławki dostarczyła nieznana z nazwy firma z Hanoweru. W kościele znalazły się ponadto: organy firmy Sauera z Frankfurtu, witraże z wizerunkami ewangelistów, dekorację malarskie na sklepieniach w postaci Jezusa Chrystusa siedzącego na łuku tęczowym obok Mojżesza i św. Jana (według projektu Wilhelma Sieversa z Hanoweru). Wnętrza świątyni ozdobiły również herby zakonu krzyżackiego. Ich powstanie zaproponowało Ministerstwo Wojny. Na życzenie cesarza szafa organowa została udekorowana malowanymi motywami przypominającymi intarsję. Naczynia liturgiczne pochodzą z pracowni prof. Becka z Hernnhutu. Dzwony ważące 2755 kg dostarczyła firma Rinckera z Sinn. Założono piece i ogrzewanie gazowe.
Budowę nadzorowali: bezpośredni autor projektu oraz radca budowlany Leeg, następnie radcy rejencji Cuny, Breitsprecher i Oehlmann. Prace rzeźbiarskie prowadzili Massler i Haller z Hannoveru.
Po 1920 roku świątynię przejęło Wojsko Polskie. W lipcu 1921 roku kościół konsekrował biskup polowy Stanisław Gall. W 1924 roku wykonano nową polichromię i dekorację rzeźbiarską we wnętrzu kościoła. Na mocy porozumienia między Stolicą Apostolską a Rzecząpospolitą Polską, w 1925 roku powstała toruńska parafia św. Katarzyny. Od 1928 roku w kościele mieściła się siedziba dekanatu Dowództwa Okręgu Korpusu Nr 8, obejmującego osiem parafii.
Podczas II wojny światowej w kościele odbywały się nabożeństwa katolickie dla żołnierzy niemieckich.
W latach 1970–1984 przeprowadzono generalny remont kościoła.
Kościół figuruje w gminnej ewidencji zabytków (nr 5).

## Pomnik Matki Boskiej Królowej Korony Polskiej
Naprzeciwko wejścia do kościoła mieści się Pomnik Matki Boskiej Królowej Korony Polskiej. Został postawiony w 1927 roku, następnie został zniszczony we wrześniu 1939 roku. 15 sierpnia 2007 roku odsłonięto jego replikę.